# Ijichi Kōsuke
Ijichi Kōsuke est un nom japonais traditionnel ; le nom de famille (ou le nom d'école), Ijichi, précède donc le prénom (ou le nom d'artiste).

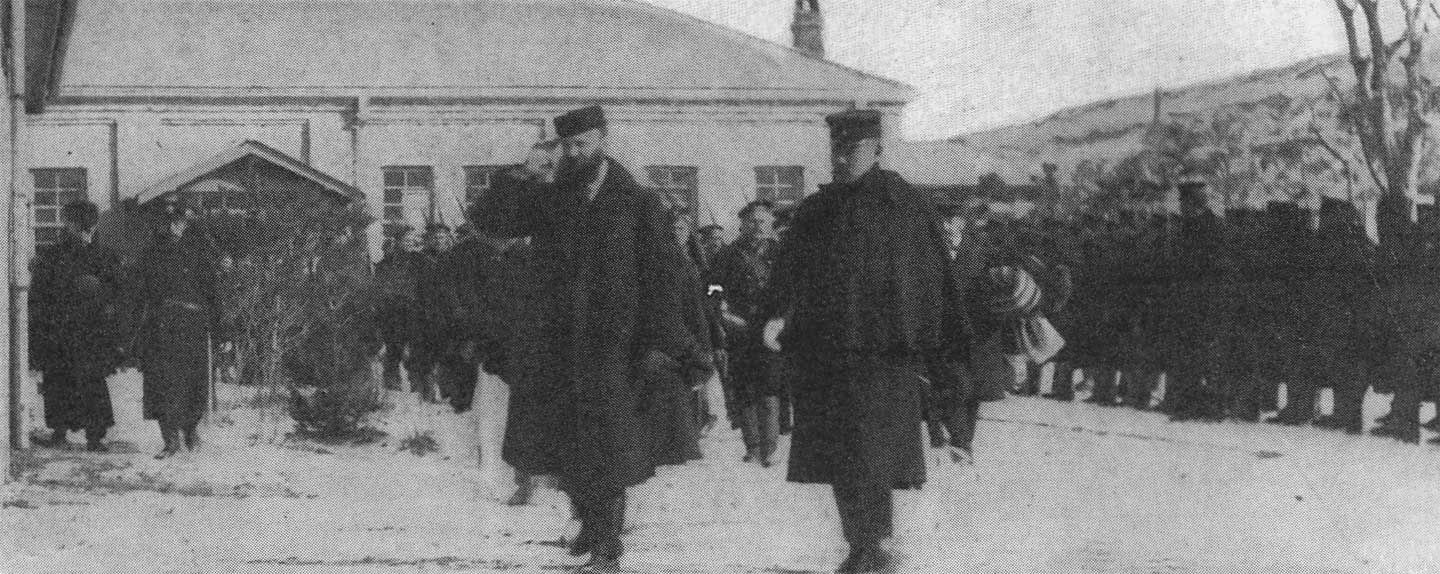
L'envoyé russe Pavlov avec le général Ijichi à Séoul en 1904.

Le baron Ijichi Kōsuke (伊地知 幸介, Kōsuke Ijichi) (25 décembre 1854 - 23 janvier 1917) est un général de l'armée impériale japonaise qui étudia à l'école spéciale militaire de Saint-Cyr. Sa femme est la nièce du maréchal Ōyama Iwao.

## Biographie
Ijichi est issu d'une famille samouraï de Kagoshima dans le domaine de Satsuma (actuelle préfecture de Kagoshima). Il est diplômé de la 2e promotion de l'académie de l'armée impériale japonaise. Après avoir servi dans la garde impériale, il est envoyé en France en 1880 pendant quatre ans pour étudier à l'école spéciale militaire de Saint-Cyr puis en Allemagne. Il est rappelé avant le déclenchement de la première guerre sino-japonaise pour servir au département de planification du quartier-général impérial. Après la guerre, il est attaché militaire au Royaume-Uni de 1898 à 1900. 
Promu général de brigade en 1900, il tient divers postes à l'État-major de l'armée impériale japonaise concernant l'artillerie de campagne. Il est également brièvement affecté à l'ambassade japonaise de Séoul en Corée en 1903. Au début de la guerre russo-japonaise, il est affecté comme chef d'État-major de la 3e armée chargé des opérations contre le bastion russe de Port Arthur durant le siège de Port-Arthur. Il y a plusieurs raisons de sa nomination : Ijichi a une grande expérience des tactiques étrangères en raison de ses années à l'étranger, il parle plusieurs langues couramment et peut communiquer avec les observateurs militaires étrangers. Il est également spécialiste de l'artillerie. Et de plus, son origine de Satsuma fournit un équilibre avec celle de Nogi qui vient de Chōshū ce qui est nécessaire pour une armée toujours en proie aux loyautés régionales. Ijichi se brouille cependant avec Nogi à plusieurs occasions durant la campagne de Port-Arthur en raison du taux de mortalité très élevé chez les forces japonaises et aux longs mois sans progrès significatifs sur les positions russes fortement fortifiées. Le commandement japonais accuse Ijichi, plutôt que Nogi, d'incompétence, et de continuer d'ordonner des charges inefficaces contre les positions russes. Le maréchal Yamagata Aritomo, de l'État-major de l'armée de Mandchourie, presse fortement pour qu'Ichiji soit remplacé par le général Kodama Gentarō. En raison de ces problèmes, Nogi le remplace comme chef d'État-major après la capture de Port-Arthur, et lui refuse une position dans la 3e armée à la bataille de Mukden, le réaffectant au Japon pour commander la batterie côtière de la baie de Tokyo.
Après la guerre, Ijichi est promu général de division et reçoit le titre de baron (danshaku) selon le système de noblesse kazoku en 1907. Il tente de démissionner, citant des problèmes de santé mais il est persuadé de rester comme commandant de la 11e division jusqu'en 1908. Il se retire en 1913.

## Source de la traduction
- (en) Cet article est partiellement ou en totalité issu de l’article de Wikipédia en anglais intitulé « Ijichi Kōsuke » (voir la liste des auteurs).